# Dmitrij Vjaz'mikin
Dmitrij Vladimirovič Vjaz'mikin (in russo Дмитрий Владимирович Вязьмикин?; Vladimir, 27 settembre 1972) è un ex calciatore russo, di ruolo attaccante.
Durante la sua carriera durata circa vent'anni ha giocato più di 550 partite realizzando 205 marcature.

## Caratteristiche tecniche
Era una punta centrale.

## Palmarès

### Individuale
- Capocannoniere della Prem'er-Liga: 1

2001 (18 reti)
- Capocannoniere della Pervenstvo Professional'noj Futbol'noj Ligi ovest: 1

2004 (25 reti)
- Miglior calciatore della Vtoroj divizion ovest: 3

2004, 2009, 2010